# アンカーブロック

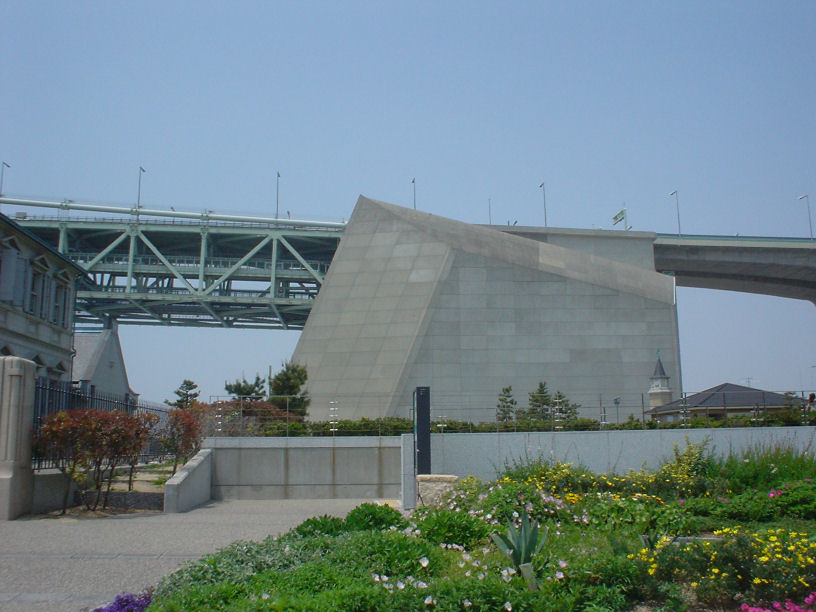
明石海峡大橋のアンカーブロック

アンカーブロックは、吊橋のメインケーブルを固定（定着）させるための巨大なコンクリートブロック。アンカレイジ、アンカーレイジ、アンカーレッジ（anchorage）ともいう。

## 概要
アンカーブロックは、メインケーブルの張力を自重で受け止め、地盤に伝達する役割を持つ。このため、アンカーブロックの基礎およびその地盤は強固なものでなければならない。
主塔の方向からアンカーブロックへ入るケーブルを、大きく下方に曲げる受け台をスプレーサドルという。メインケーブルを構成する個々のケーブルはスプレーサドルの主塔側では並行であるのに対し、反対側ではスプレーのように分散し、アンカーブロック内に設けられたアンカーフレームの異なる部位へそれぞれ接続される。
ケーブルが錆の発生で腐食しないよう、アンカーブロック内は湿度管理がなされている。
長大橋の場合、メインケーブルの強大な張力に耐えるためにどうしても巨大になるが、しまなみ海道（西瀬戸自動車道）の来島海峡第三大橋今治側アンカーブロックは景観を損なわないように糸山半島の地中に埋め込む配慮がされている。同様に、瀬戸大橋（瀬戸中央自動車道）の下津井瀬戸大橋下津井側のアンカーブロックも鷲羽山山腹に埋め込んである。

## アンカーブロックを扱った創作物
- そして二人だけになった（森博嗣、小説） - ブロック内部に核シェルターが兼設されている。

## 参考資料
- 藤川寛之著、財団法人交通研究協会発行『本州四国連絡橋のはなし-長大橋を架ける-』（成山堂書店、2002年、ISBN 4-425-76111-1）